# Delphinium knorringianum
Delphinium knorringianum là một loài thực vật có hoa trong họ Mao lương. Loài này được B.Fedtsch. mô tả khoa học đầu tiên năm 1936.